# グアビアーレ川
座標: 北緯4度02分34秒 西経67度42分41秒 / 北緯4.0427度 西経67.7115度

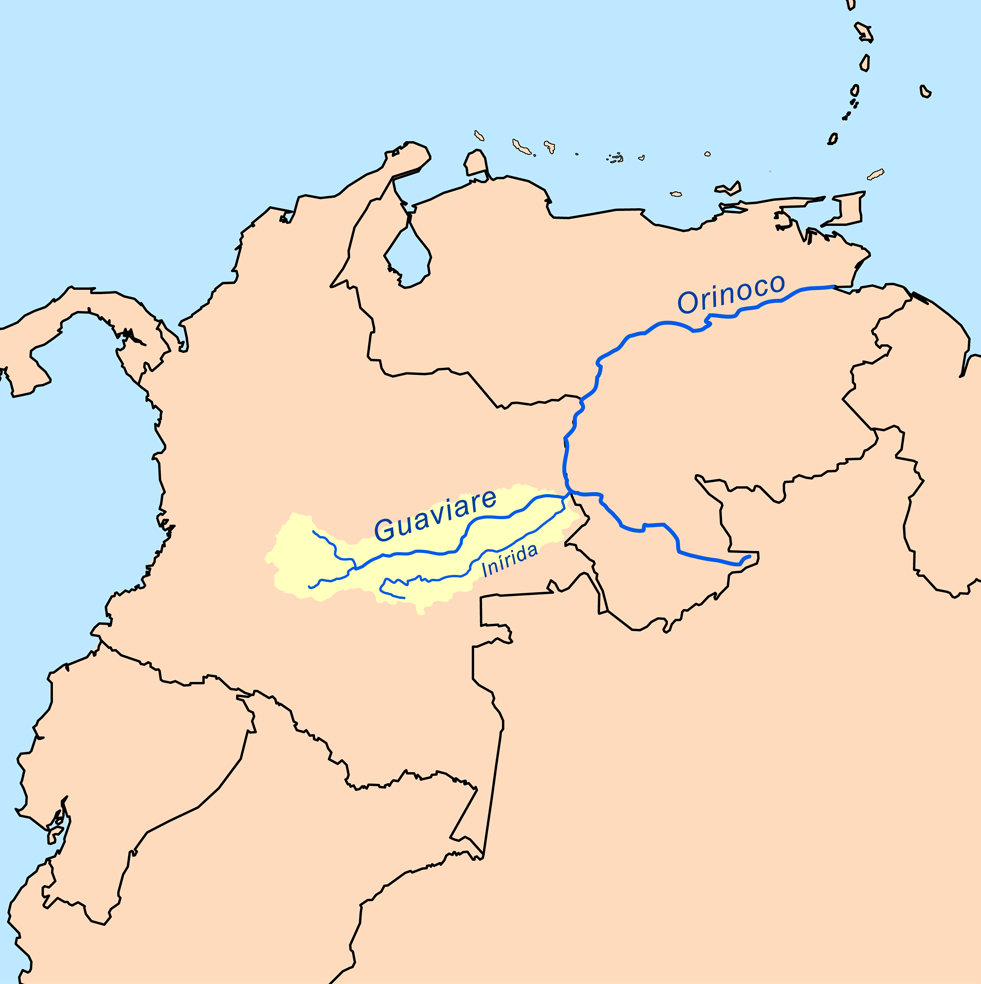
グアビアーレ川の流路および流域図

グアビアーレ川 (グアビアーレがわ、Guaviare River) は、コロンビアを流れるオリノコ川の支流。
アンデス山脈の東部にそれぞれ水源を持つ、アリアリ川とグアヤベロ川が合流して生まれる。全長は1497kmで、オリノコ川の支流では最も長い。630km地点まで遡行できる。リャノとアマゾン熱帯雨林の境界と考えられている。主な支流にイニリダ川がある。ベネズエラ南部のコロンビアとの国境にあるサン・フェルナンド・デ・アタバポでアタバポ川と共にオリノコ川に注ぐ。
イニリダ付近のイニリダ川、ベントゥアリ川およびオリノコ川との合流点一帯のアマゾン熱帯雨林、湿地群と河川はミドリコンゴウインコ、オオカワウソ、オオアリクイ、ショベルノーズキャットフィッシュ、Pseudoplatystoma metaense、Pseudoplatystoma orinocoenseなどの動物の生息地で、2014年にラムサール条約登録地となった。